# Der Tod des Iwan Iljitsch

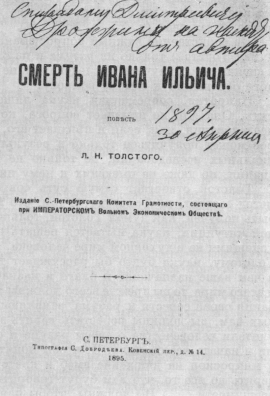
Titelseite der Ausgabe von 1895

Der Tod des Iwan Iljitsch (russisch Смерть Ивана Ильича, dt. Transkription Smert Iwana Iljitscha, Transliteration Smert' Ivana Il'iča) ist der Titel einer 1886 veröffentlichten Erzählung von Lew Nikolajewitsch Tolstoi. Im Mittelpunkt des der Weltliteratur zugerechneten Werks steht die Krankheits- und Sterbegeschichte des Richters Ivan Iljitsch Golowin und seine Frage nach dem Sinn seines Lebens. Die erste deutsche Übersetzung erschien 1887.

## Inhalt
Die Erzählung hebt novellenartig mit der sarkastisch geschilderten Trauerfeier des mit 45 Jahren am 4. Februar 1882 verstorbenen Iwan Iljitsch Golowin an, die in personaler Erzählform aus der Perspektive seines ehemaligen Schulfreundes und Kollegen Pjotr Iwanowitsch beschrieben wird. Formal fühlt er sich Iwan gegenüber besonders verpflichtet (S. 13), da er mit ihm lange bekannt war. Er geht pflichtbewusst zu dessen Trauerfeier und reflektiert wiederholt, wie er sich zu benehmen habe, damit man ihm seine Betroffenheit ansehe. Gleichzeitig schweifen seine Gedanken ab zur Neubesetzung der Richterstelle und der abendlichen Whist-Runde. Auch Iwans Frau Praskowja Fjodorowna ist neben ihrer Trauer mit anderen Dingen beschäftigt. Sie erkundigt sich vor der Totenmesse bei Pjotr über eine Möglichkeit der Erhöhung ihrer Witwenrente und beklagt sich über die ihr auferlegten für die Trauerfeier anfallenden Arbeiten.

„Der Gedanke an die Leiden eines Menschen, den er so gut gekannt hatte, zuerst als munteren Schuljungen, dann als erwachsenen Kollegen, jagte plötzlich Pjotr Iwanowitsch, trotz des unangenehmen Bewußtseins seiner eigenen und dieses Weibes Heuchelei, einen maßlosen Schrecken ein.“

Letztlich unbekümmert verlässt Pjotr Iwanowitsch die Trauerfeier, um im Anschluss den Abend mit einer Runde Kartenspiel ausklingen zu lassen.
Im folgenden Kapitel wird Iwans Leben, seine Ernennung zum Untersuchungsrichter und seine 17 Ehejahre, zusammengefasst erzählt. Kapitel 3 bis 5 schildern die Zeit von 1880 bis zu den ersten Krankheitssymptomen nach seinem Sturz von einer Leiter, v. a. die Außenwelt: seine Karriere, mehrere Ortswechsel, die Entfremdung der Eheleute, seine Konzentration auf seinen Beruf und seinen Rückzug von der Familie, seiner Frau, seiner Tochter Helène und dem Sohn Wassilij Iwanowitsch, die Einrichtung einer neuen Wohnung, die Verschuldung durch einen dem Einkommen nicht entsprechenden Lebensstil. Die restlichen 7 Kapitel konzentrieren sich auf die rund 4 Monate seiner Krankheit und auf seine Innenwelt, den Rückzug von Gesellschaften und Theaterbesuchen, seine Einsamkeit, den dramatischen Kampf mit dem Tod, und fokussieren seine Schmerzen, seine von den Ärzten nicht erkannte oder verschwiegene Krankheit, die Lügen über seinen Zustand, die ihn beruhigen sollen, und die Reflexionen über sein Leben und den Tod. So äußert er sich beispielsweise zu einem der vielen konsultierten Ärzte über die Unfähigkeit der Medizin gegenüber dem Tod und damit dem menschlichen Schicksal:

„Sie wissen doch selber, daß Sie mir nicht helfen können. Lassen Sie mich also in Ruhe! 
 Wir können die Leiden wenigstens erleichtern, sagte der Doktor. 
 Auch das können Sie nicht. Lassen Sie mich in Ruhe!“

Über die Frage nach dem rechten Leben bzw. nach der Selbstverschuldung seines Dahinscheidens durch ein verwirktes Leben (Existenzangst) heißt es:

„Und wenn wirklich mein Leben nicht das richtige gewesen ist? Ihm kam der Gedanke, daß das, was ihm bisher noch als vollkommen unmöglich erschienen war: Er hätte so gelebt, wie er nicht hätte leben sollen – daß das die Wahrheit sei. Ihm kam der Gedanke, daß die von ihm kaum bemerkten Neigungen, sich gegen das zu wehren, was von den Hochgestellten des Lebens hochgehalten wurde, jene kaum merkbaren Neigungen, die er stets sofort unterdrückt hatte, wirklich berechtigt waren und daß alles andere nichts war: sein Dienst, seine Lebensgestaltung, seine Familie, die Interessen der Gesellschaft und des Dienstes – alles das war vielleicht nichts, nichts.“

Iwan Iljitsch Golowin stirbt schließlich unter größten Qualen in dreitägiger Agonie. Tolstoi beschreibt diesen Todeskampf mit Metaphern und Einsichten über die Begleiterscheinungen des nahenden Todes.

„In diesen drei Tagen, in deren Verlauf die Zeit für ihn aufgehört hatte, warf er sich in jenem schwarzen Sack herum, in den ihn eine unsichtbare, unüberwindliche Kraft hineinstieß.“

Das Phänomen des „Lichts am Ende des Tunnels“ wird mit als Nahtoderfahrungen beschrieben:

„Plötzlich stieß ihn irgendeine geheimnisvolle Kraft in die Brust, in die Seite, benahm ihm noch mehr den Atem. Er drang in das Loch hinein, und dort am Ende des Loches leuchtete etwas auf.“

In der finalen Introspektion seiner Gedankenwelt fürchtet Golowin, dass er sein Leben verwirkt hat. Seine Einwilligung, es noch gut zu machen – indem er durch seinen Tod den zu seinem Todesbett hinzugetretenen Angehörigen das Leid erspart, seine Agonie weiter zu betrachten – schließt die Erzählung.
Wo ihn zuvor noch der „Gedanke, daß sein Leben gut war“ daran hinderte und diese „Rechtfertigung seines Lebens“ ihn noch „festhält“ (S. 134), dominiert später die Einsicht über die Selbstverursachung seines Leides durch die Verwirkung seines Lebens und die damit verbundene Schuld am Leid anderer:

„Und plötzlich war ihm klar, daß das, was ihn quälte und nicht aus ihm heraus wollte, auf einmal herausging von zwei Seiten, von zehn Seiten, von allen Seiten. Sie taten ihm leid, er mußte etwas tun, daß sie nicht mehr zu leiden brauchten; er mußte sie retten und sich selber von den Leiden retten.“

## Interpretation
Tolstois Erzählung beschreibt die Lebensansichten und den Tod des Richters Iwan Iljitsch Golowin im Alter von 45 Jahren. Dramatisch dicht dargestellt werden die Existenzangst, die Angst vor den Schmerzen und vor dem Tod selbst sowie die Grausamkeit der Erkenntnis, sein Leben nicht sinnvoll gelebt zu haben. Damit verbunden ist die Ohnmacht gegenüber dem Schicksal und nicht zuletzt die existentielle Frage nach einem guten Leben.
Tolstoi suggeriert an mehreren Stellen durch Iwan Iljitschs Überlegungen eine kausale Verbindung zwischen dessen auf Gewöhnung, Behaglichkeit und Anständigkeit ausgelegtem Leben und dem frühen Tod. Das entspricht einer impliziten Kritik der geordneten, bürgerlichen Existenz und insbesondere deren Klassifizierung als gut.
Darüber hinaus zeigt Tolstoi die Machtlosigkeit der Rationalität (und damit der Wissenschaft) gegenüber dem Tod, indem er die herbeigerufenen Mediziner als Heuchler und letztlich genauso ohnmächtig wie Iwan Iljitsch beschreibt. Des Weiteren lässt Tolstoi seinen Hauptcharakter vergeblich den Versuch antreten, über Rationalisierungen seiner verzweifelten Situation Herr zu werden. Die inhärent vorhandene Kluft zwischen der rational gültigen Überlegung und ihrer praktischen Bedeutungslosigkeit (vgl. Rölli) zeigt Tolstoi dabei an dem folgenden Lehrbuch-Syllogismus auf:
1. Cajus ist ein Mensch.
2. Alle Menschen sind sterblich.
3. Also ist Cajus sterblich.
Iwan Iljitsch fragt in verzweifelter Stimmung, warum er denn mit diesem Cajus („der der Mensch war, der Mensch im Allgemeinen“, S. 87) gleich sein müsse, warum er also auch dessen Schicksal teilen müsse, d. h. warum das Spezielle seiner Existenz, die damit verbundenen individuellen Charakteristika hinter das Diktat des Allgemeinen zurücktreten müssen, dass alle Menschen sterben:

„Cajus ist sterblich, und es ist ganz in Ordnung, daß Cajus stirbt; aber ich, Wanja, ich Iwan Iljitsch mit all meinen Gedanken und Gefühlen – das ist eine ganz andere Sache, es kann nicht sein, daß auch ich sterben muß. Das wäre zu schrecklich. – So fühlte er.“

An dieser Stelle zeigt sich besonders deutlich, wie wenig Macht für Tolstoi die Rationalität (hier in Form der Logik) in einer Extremsituation noch hat und wie wenig Trost sie spenden kann. Insofern ist diese Passage als Rationalitätskritik deutbar.
Auf dieser Basis ist die Bewältigung der Furcht vor dem Tod argumentativ für Iwan Iljitsch unmöglich. Durch zwei Elemente aber lockert Tolstoi diese durch die Situation herbeigeführte, düstere Perspektive auf Existenz und menschliche Erkenntnis auf: Zum einen bezieht Iwan Iljitsch unreflektierten Trost aus der einfachen, freundlichen und ehrlichen Art seines bäuerlichen Dieners Gerasim. Zum anderen lässt Tolstoi Iwan Iljitsch zuletzt fast in der Art eines Märtyrers sterben, der durch seinen Tod die Leiden seiner Angehörigen beenden möchte. Außerdem deutet sich an, dass er seinen Tod über die Einsicht in die Verwirktheit seiner Existenz selbst wählt.

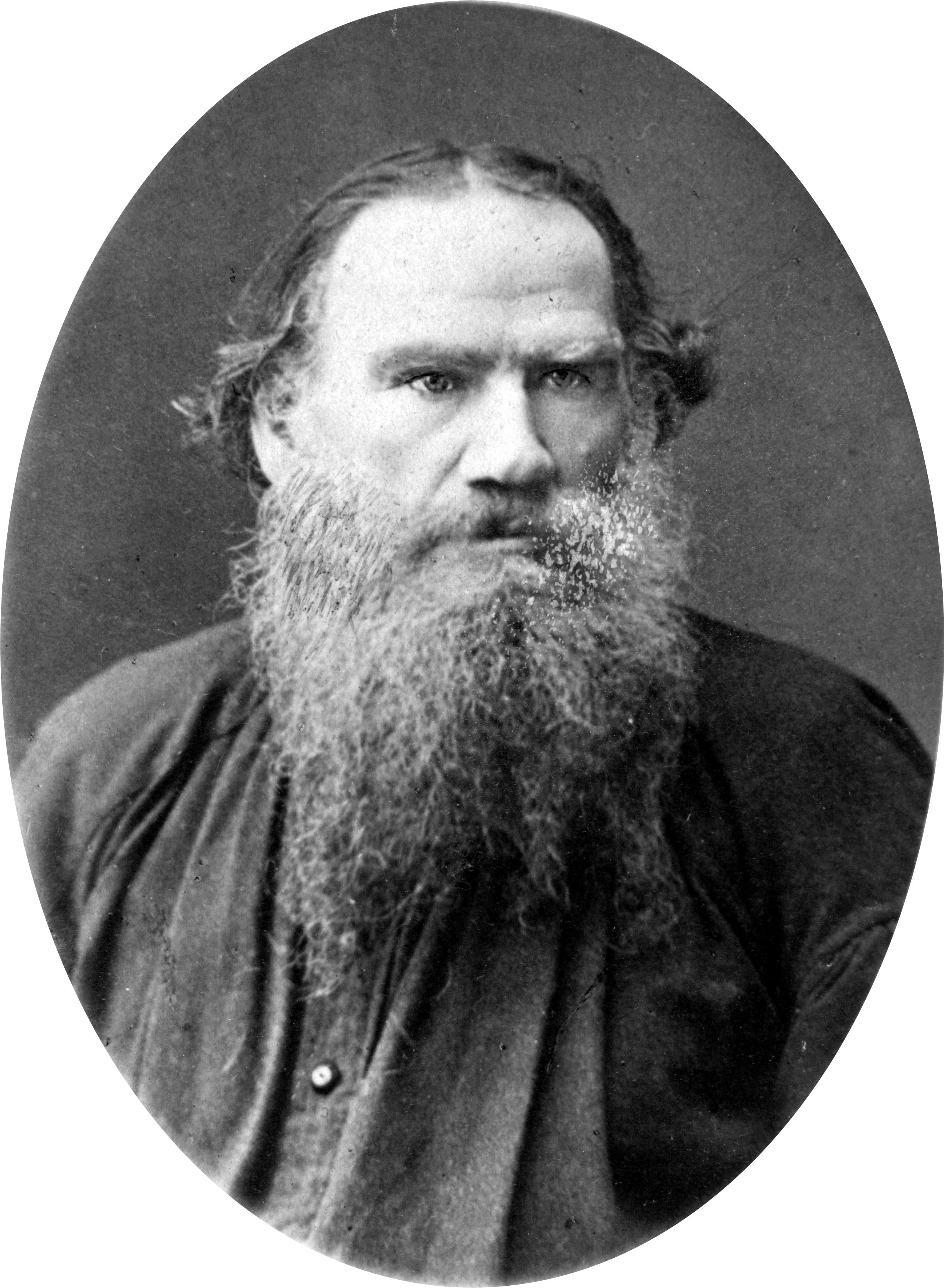
Tolstoi zwischen 1880 und 1886

Einige Interpreten untersuchten die biographischen Bezüge und entdeckten eine Verbindung des Todeskampfes Iwans mit Tolstois Theorien über das moralische Leben, die er während seines Sabbaticals im Jahr 1877 weitgehend aus persönlichen Erfahrungen ableitete. Nach Nabokov bewertet Tolstoi ein sündiges Leben als Tod der Seele. Iwan lebte demnach einen lebendigen Tod. Deshalb bedeute für ihn der Tod die Rückkehr der Seele zu Gott, d. h. zu einem neuen sittlichen Leben. Merriman bezieht die Aussage der Novelle auf die spirituellen Reflexionen Tolstois 1882, woraufhin er die russisch-orthodoxe Kirche und die sozialen Strukturen in Frage stellte und sein Leben veränderte. Von diesen biographischen Daten aus interpretiert Podgorski den ursprünglich in der Ich-Form konzipierten Tod des Iwan Iljitsch als Manifestation von Tolstois Auseinandersetzung mit dem Tod und dem Sinn seines eigenen Lebens.
Vorbild für die Hauptperson Iwan war ein Freund Tolstois, Iwan Iljitsch Metschnikow, ein Beamter im Gerichtswesen. Ein detaillierter Bericht über den Tod Metschnikows von dessen Bruder, dem späteren Nobelpreisträger Metschnikow, diente Tolstoi als Material für die Erzählung.

## Rezeption
Tolstois Novelle wird, wie die 33 Wikipedia-Artikel und die internationalen Rezeptionen, literaturwissenschaftlichen Untersuchungen (s. Literatur) und Adaptionen zeigen, der Weltliteratur zugerechnet, was mit der existentiellen Thematik, der Lebensbilanz und der Sinnfrage zusammenhängt und mit dem vom „Autor-Erzähler“ mit „beklemmend-unheimlichem Einfühlungsvermögen und erstaunlicher Gestaltungskraft“ geschilderten Leidensprozess vom „ersten, mit Staunen wahrgenommenen Unwohlsein […] bis hin zur panischen Todesangst und Verzweiflung“.
Die anfängliche russische Rezeption beschäftigte sich weniger mit dem Thema des Todes und der Sterblichkeit der Menschen als mit dem literarischen Stil und der Gesellschaftsstruktur: Tolstoi kritisiere das leere und wertlose Leben seines Protagonisten und der privilegierten Schicht. Dies war auch ein Hauptthema zur sowjetischen Zeit, in der Tolstoi im Allgemeinen als vorbildlicher Praktiker des „kritischen Realismus“ verehrt wurde. Auch außerhalb der Sowjetunion gab es diese Lesart: Iwans Krankheit sei eine Metapher für das gesellschaftliche Leben. Als Beispiel dient das erste Kapitel, in dem der Erzähler psychologisch die Heuchelei der Menschen maskiere.
Mit dem internationalen Erfolg setzte sich zunehmend die philosophisch-theologische Lesart durch. Für den Psychologen Mark Freeman geht es in Tolstois Buch um die Tyrannei bürgerlicher Nettigkeiten, um die Schwachstellen des menschlichen Herzens und um die Eliminierung des Todes, aber vor allem, um die Konsequenzen, wenn man ohne Sinn lebt, d. h. ohne eine echte Verbindung zum eigenen Leben. Der US-amerikanische Philosoph Merold Westphal sieht in der Geschichte „den Tod als Feind dargestellt, der uns dazu bringt, uns selbst zu täuschen, uns des Lebenssinnes beraubt und uns in Einzelhaft steckt.“ Die existentielle Problematik der Novelle regte u. a. den Philosophen Heidegger an.

## Adaptionen

### Lesung
- Gert Westphal. audio-verlag.[18]
- Thomas Gehringer. Medienverlag Kohfeldt, 2020.[19]

### Film
- Ikiru (1952). Regie: Akira Kurosawa nach einem von ihm gemeinsam mit Shinobu Hashimoto und Hideo Oguni geschriebenen Drehbuch. Ein todkranker Tokioer Bürokrat (gespielt von Takashi Shimura) sucht nach einem Lebenssinn.
- Living (2022) Regie: Oliver Hermanus. Das Drehbuch von Kazuo Ishiguro basiert auf dem Film Ikiru von Akira Kurosawa aus dem Jahr 1952. Der Film spielt in London. Der Angestellte Bill Nighy erfährt, dass er eine tödliche Krankheit hat.
- In We Don't Live Here Anymore (2004) diskutiert ein Literaturlehrer Tolstois Geschichte in einem Seminar mit Schülern.
- Die Liste von Filmen zu Lew Tolstoi enthält 9 weitere Titel russischer, ungarischer, italienischer, deutscher, englischer, US-amerikanischer und iranischer Produktionen mit enger bzw. lockerer Anlehnung an Tolstois Vorlage.

### Oper
- Kammeroper in einem Akt (2021) von John Young mit einem Libretto von Alan Olejniczak. Eine Co-Partnerschaftspremiere mit der Opera Orlando und der Thompson Street Opera Company.[20]

## Ausgaben
Erstausgabe:
- Lew Nikolajewitsch Tolstoi: Plody prosweschtschenija i Smert Iwana Iljitscha. W. A. Tichanowa, St. Petersburg 1892.

Übersetzungen:
- Leo N. Tolstoj: Der Tod des Iwan Iljitsch. Dt. Bearb. v. Rudolf Kassner. Insel Verlag, Leipzig 1913, Neuausgabe 2002. Die Seitenangaben beziehen sich auf die Taschenbuch-Ausgabe.
- Leo N. Tolstoj: Der Tod des Iwan Iljitsch. In: Ders.: Erzählungen. Aus dem Russischen übersetzt von Barbara Heitkam. Nachwort von Christine Müller-Scholle. Reclam, Stuttgart 1992, ISBN 978-3-15-020211-1.
- Leo N. Tolstoj: Der Tod des Iwan Iljitsch. Übersetzung von Johannes von Guenther. Nachwort von Konrad Fuhrmann. Reclam, Stuttgart 1992, ISBN 978-3-15-008980-4.
- Leo Tolstoi: Der Tod des Iwan Iljitsch. Aus dem Russischen von Julie Goldbaum. Wiener Verlag, Wien 1904. Überarbeitet von Kai Kilian. Anaconda Verlag, Köln 2008.